# Harry S. Morgan
Harry S. Morgan (* 29. August 1945 als Michael Schey in Essen; † 30. April 2011 in Düsseldorf) war ein deutscher Journalist, Regisseur und Produzent, hauptsächlich von Pornofilmen.

## Leben
Nach dem Abitur am Gymnasium Essen-Werden 1966 und dem Wehrdienst arbeitete Schey unter Jens Feddersen zwei Jahre als Volontär bei der Neuen Ruhr Zeitung in Essen, gleichzeitig besuchte er die Journalisten-Fachschule in München. Im Anschluss war er drei Jahre für die Bild-Zeitung im Ruhrgebiet tätig. In den Jahren danach arbeitete er freiberuflich für das Nachrichtenmagazin Der Spiegel, den Stern und für Bild am Sonntag.
Schey studierte Fotografie bei Professor Otto Steinert an der Folkwang-Hochschule in Essen und war Mitbegründer der Gruppe „Visum“. 1991 führte er Regie bei dem Kriminalfilm Pommes Rot-Weiß mit Michael Lesch.
Schey besaß in Düsseldorf eine Agentur für Public Relations. Im Rahmen einer Spiegel-Reportage über Pornografie kam er 1972 erstmals mit der Pornobranche in Kontakt. Hieraus ergaben sich für seine Agentur erste PR-Aufträge im Bereich Pornografie. Mitte der siebziger Jahre arbeitete er zeitweise als Standfotograf für Pornofilme im Raum München. Später gab er seine Agentur auf, um bei der Bavaria Film in München als Kamera-Assistent unter anderem für Jost Vacano zu arbeiten. Seine letzte Produktion bei der Bavaria in dieser Funktion war 1978 der ZDF-Vierteiler Wallenstein. In den 1980er Jahren arbeitete er als freier Mitarbeiter für die RTL-Nachrichten als Reporter.
Er begann 1986 mit der Filmreihe Happy Video Privat als Regisseur und Produzent von Pornos zu arbeiten. Zur Filmreihe Happy Video Privat schrieb Der Spiegel im Nachruf:

„Er holte ‚normale Paare von nebenan‘ vor die Kamera, sagte ihnen, sie brauchten nur zu tun, was ihnen am meisten Spaß mache, und filmte sie dabei. In ihrem Zuhause.“

Bei der Reihe interviewte er Paare vor dem Filmen beim Sex. Die Interviews drehten sich hauptsächlich ums Thema Sex. Dabei war er bei den Interviews auch immer selbst im Bild zu sehen.
Auf die Idee zu dieser Reihe brachte ihn der Amerikaner Dirty Harry aus New York, der mit einer kleinen Videokamera durch New York lief und auf der Straße Frauen mit den Worten „Show me your tits!“ ansprach. Einige Frauen waren tatsächlich bereit, ihre Brüste zu zeigen. Aus den gefilmten Aktionen machte Dirty Harry eine Fernseh-Show, die von einem lokalen Kabelkanal ausgestrahlt wurde. Schey sah bei einem USA-Besuch die Sendung und wurde dazu angeregt, etwas Ähnliches in Deutschland zu versuchen. Er nannte sich nun Harry S. Morgan. Später setzte man das Gerücht in Umlauf, der Name sei von der Filmfigur Dirty Harry, einem Polizisten, den Clint Eastwood mehrfach spielte, abgeleitet.
Ungefähr alle zwei Monate kam eine neue Folge von Happy Video Privat auf den Markt. In jedem Video waren fünf bis sieben Paare zu sehen. Anfangs mussten die Paare von Morgan selbst angesprochen werden. Später meldeten sich pro Monat rund 15 Paare von sich aus. In einem Interview fasste er die Erkenntnisse aus der Filmreihe mit den Worten zusammen:

„Die normalen Deutschen wollen schönen, normalen Sex haben und sehen. Sie wollen schwitzen, ein bisschen stöhnen und sie wollen auch mal stolz auf sich sein, weil sie 20 Minuten lang durchgehalten haben.“

Morgans Reihe Happy Video Privat war die am längsten laufende Pornofilmserie in Europa. Die Serie lief von 1986 bis 2011 mit 116 Ausgaben unter Morgans Regie. Für diese und andere Serien erhielt er 1997 seinen ersten Venus Award in Berlin als Bester Serien-Regisseur.
Morgan arbeitete als Regisseur für die Firma Videorama. Er gilt als Entdecker der späteren Pornostars Gina Wild und Vivian Schmitt und arbeitete unter anderem auch mit Richard Langin und Henry van Damp zusammen. Bekannt wurden seine teils sehr erfolgreichen Filmserien Gina Wild – Jetzt wird es schmutzig, Junge Debütantinnen, Maximum Perversum, Teeny Exzesse, Happy Video Privat, Joker, Anmacherinnen, Old Ladies Extreme, Extreme, Bizarre und Fetisch. Morgan drehte insgesamt rund fünfhundert Pornofilme.
Morgan war wiederholt in Fernsehsendungen zum Thema Pornofilm zu sehen. Kurz vor seinem Tod wurde für ZDFneo die Sendung Achtung, Selbstversuch! Wie werde ich Pornoregisseurin? mit der Schauspielerin und Komikerin Mirja Regensburg gedreht, die dafür an vier Drehtagen mit Morgan teilnahm. Die Sendung wurde am 17. September 2011, also nach Morgans Tod, ausgestrahlt.
Morgan lebte zuletzt in Düsseldorf. Er wurde am 30. April 2011 tot in seiner dortigen Wohnung aufgefunden. Die Polizei ging von einer natürlichen Todesursache aus.

## Auszeichnungen
- 1997: Venus Award – Bester Serien-Regisseur
- 2001: Venus Award – Bester deutscher Regisseur
- 2004: Venus Award – Bester deutscher Regisseur
- 2007: Erotixxx Award – Lebenswerk (wurde jedoch von H. S. Morgan zurückgegeben)